# Ірейма

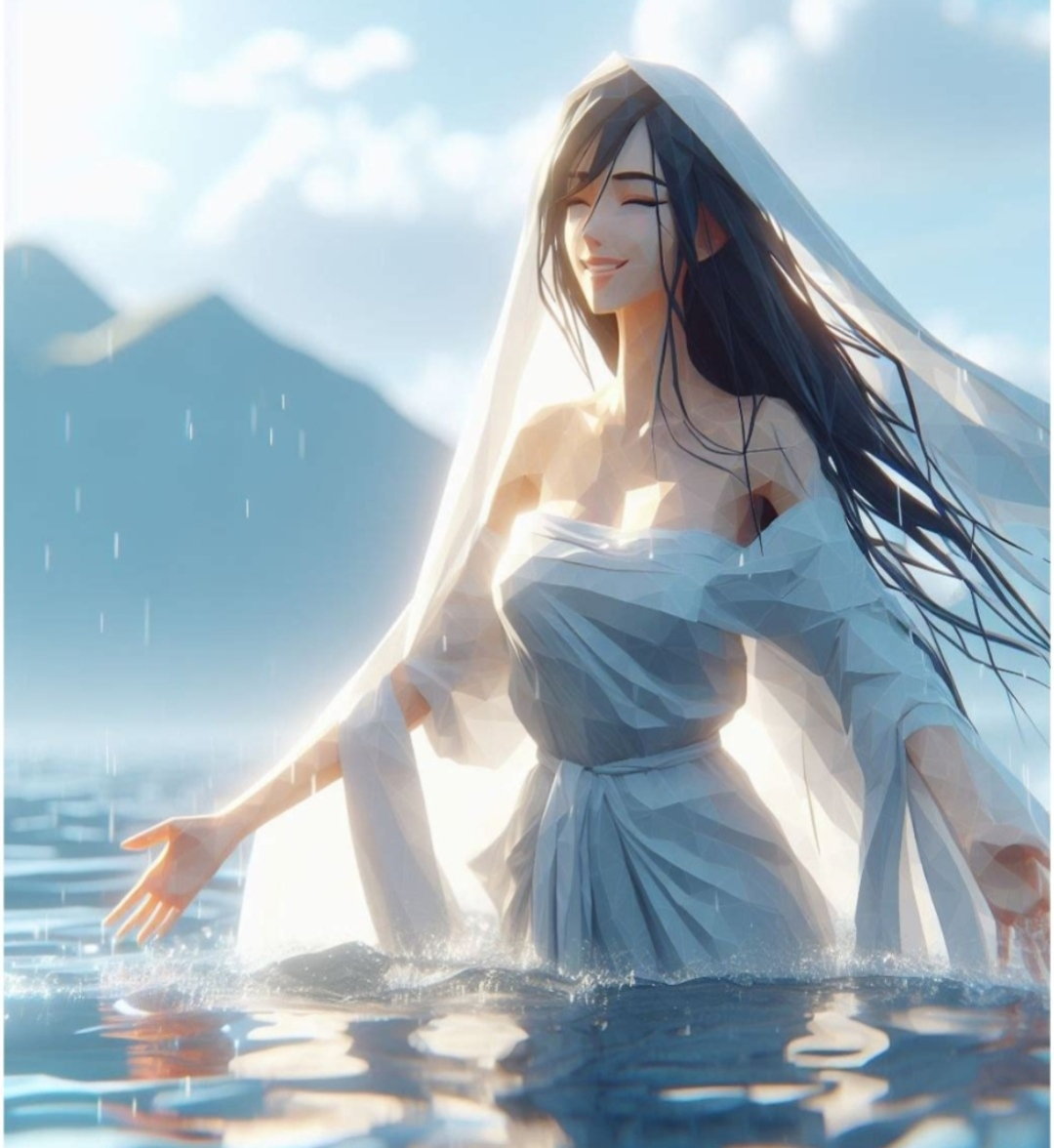
Ірейма

Ірай Лейма або Ірейма — богиня в міфології та релігії Мейтей (санамахізм) Стародавнього Канглейпака (Античний Маніпур). Вона є богинею і божественним жіночим уособленням води та водного життя., а також вважається збудником хвороб.
Вона є дружиною Ірая Нінтоу (буквально, царя води). Обидвоє вважаються божественними духами водойм.

## Міфологія
Ірай Лейма — дочка короля Хейбок Нінтоу і принцеси Хейбок Чінга. Її батько був фахівцем з чаклунства та чорної магії. Ірай Лейма відома своєю винятковою красою. Одного разу вона ловила рибу в річці Ліва. Цар Квакпа (Кокпа) з династії Хуманів побачив її і закохався в неї. Він запропонував їй одружитися. Вона відповіла, що бажання її батьків буде її бажанням. Отже, король Квакпа порадився зі своїми підданими. Вони принесли Хейбок Нінтхоу багато подарунків. Король Квакпа планував одружитися з Іраї Лейма, якщо її батько погодиться, або привезти її силою, якщо батько відмовиться. Побачивши зарозумілість Квакпи, Хейбок Нінтоу перетворив усі дари на камінь. Після цього послідовники Квакпи втекли з цього місця. Квакпа повернувся додому розчарований.
Одного разу король Квакпа сп'янів, випивши сік коренів рослини Тера (Bombax malabaricum). Він хотів зустрітися з Ірай Леймою. Тож він поїхав до неї на човні Хіян . Побачивши його наближення, вона втекла на гору Пакхра Чінг. Квакпа погнався за нею. Побачивши все це, Хейбок Нінтоу перетворив човен Хіян на камінь, а весло — на дерево. Розгнівавшись, Квакпа побіг до Хейбок Нінтоу, щоб убити його. Потім Хейбок Нінтоу перетворив Кхуман Квакпу на камінь. Ірай Лейма побачила все це і злякалася свого батька. Вона залишила батька і втекла. Вона пройшла Пакхра Чінг, перетнула річку Ліва і увійшла в будинок Сарангтема Лувангба. Вона сховалася всередині зерносховища будинку. Коли Сарангтем Лувангба та його добра леді Тоїдінгджам Чану Амурей пішли з дому на поле, Ірай Лейма вийшла зі своєї схованки. Тим часом вона виконала всі домашні справи. Коли пара повернулася додому, вона знову сховалася. Пара була здивована цьому, але це відбувалося щодня. Тож одного разу чоловік повернувся додому раніше, ніж зазвичай. Він дізнався правду. Але коли він підійшов до Ірай Лейми, вона зникла під зерносховищем. Він зазирнув під амбар, але нічого не побачив. Він був здивований цьому. Тому він обговорив це питання з усіма членами свого клану. Вони шукали всюди, але більше нікого не знайшли.

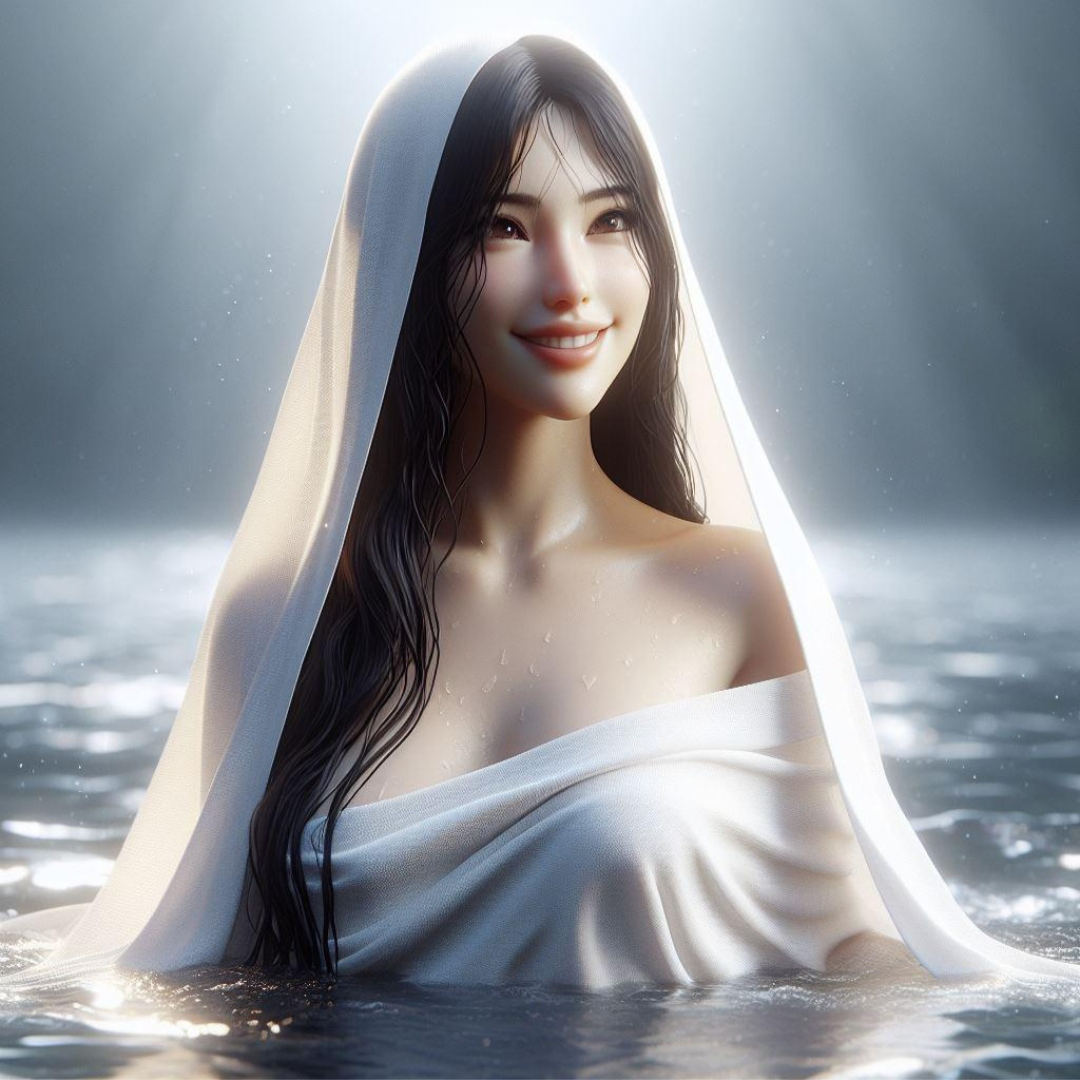
Ірейма

Ірай Лейма з'явилася уві сні Сарангтем Лувангба і сказала йому, що вона влилася в його клан і стала його дочкою. Про це було повідомлено королю Сенбі Кіяамбі з династії Нінтоуджа. Король послав майба і майбіса для розгляду справи. Експерти сказали, що таємнича дама була богинею і їй слід поклонятися. Король Кіяамба також сказав Лувангбі зробити це. З цього року Ірай Леймі поклонялися як богині.
День, коли Лувангба вперше побачив Ірая Лейму, був першим понеділком місячного місяця Мейтей Ламта (Ламда) . І день, коли прийшли майби і майбі, був перший вівторок Ламти (Ламди) . І сьогодні, з часів короля Сенбі Кіяамби (1467—1508 рр. н. е.), члени сім'ї Сарангтем щорічно влаштовують грандіозне свято (Чаклен Катпа) на честь богині. Пізніше Ірай Лейма став відомий як Хіянтханг Лайрембі.

## Поклоніння
Коли людина захворіла після купання в джерелі, басейні, струмку, люди вірили, що духи води (Ірай Лейма та Ірай Нінтоу) спіймали людину. Щоб знову одужати, люди поклоняються двом божествам. Для цього майби проводять обряди та ритуали. До пропозицій входять 2 яйця та 7 бамбукових посудин, наповнених рисовою пастою. Люди Таду також дуже поважають божеств. Вони приносять багато диких жертв. Жертвоприношення можуть бути білої птиці, свині, собаки чи козла .

## Ототожнення з іншими божествами
Ірай Лейма (Ірейма) вважається одним із божественних проявів Леймарель (Леймарен), верховної богині-матері-землі. Її також описують як форму богині Імоїну .

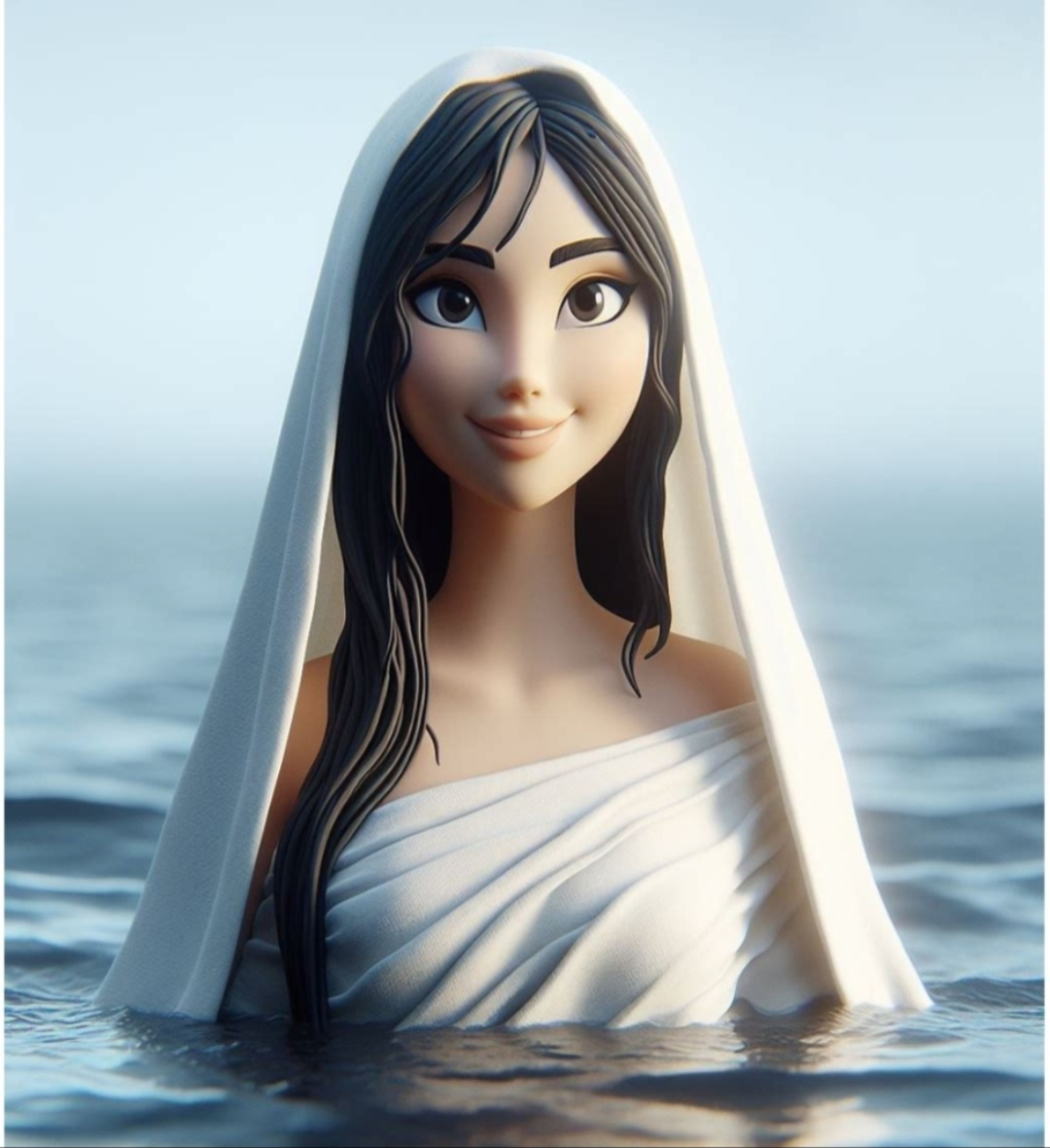
Ірейма

Ірай Лейма також відома як Хіянгтанг Лайрембі. Під час правління короля Гаріба Ніваджа (псевдонім Памхейба) богиня Хіянгтанг Лайрембі була перетворена на індуїстську богиню Камах'ю (форма Дурги). Третій день Дурга Пуджа відзначається як «Бор Нуміт» (буквально «День благодатів»).

## У масовій культурі
- Фу-ойбі, богиня рису — це опера-балада 2009 року у виконанні ансамблю Laihui Ensemble . Він заснований на історії богині та її сестри Фуойбі .[12][13]
- Phouoibi Shayon — міфологічний фільм Маніпурі 2017 року, заснований на історії богині та її сестри Фуойбі .[14][15][16]

## Інші веб-сайти
- Hiyangthang_Lairembi_archive.org
- Irai_Leima_archive.org
- Ereima_e-pao.net [Архівовано 3 січня 2022 у Wayback Machine.]
- Hiyangthang_Lairembi_e-pao.net [Архівовано 3 січня 2022 у Wayback Machine.]